# Rusape
Rusape este un oraș din Zimbabwe.